# Anna Neagle
Dame Anna Neagle, eg. Marjorie Robertson, född 20 oktober 1904 i Forest Gate i Newham i nordöstra London, död 3 juni 1986 i West Byfleet, Surrey, var en brittisk skådespelare.
Neagle var professionell dansös när hon upptäcktes och gjorde sin filmdebut 1930 i Should a Doctor Tell?.
Under 1930- och 1940-talen var hon en av Englands populäraste kvinnliga skådespelare. Hon hade ofta roller som berömda kvinnor, men medverkade även i musikfilmer och romantiska filmer. 
Neagle adlades 1969 (Dame of the British Empire).

## Filmografi (urval)
- Should a Doctor Tell? (1930)
- Hertiginnan av gatan (1934, som Nell Gwyn)
- Victoria the Great (1937)
- Imperiets härskarinna (1938, som drottning Viktoria)
- Nurse Edith Cavell (1938, i titelrollen som Edith Cavell)
- No, No Nanette (1940)
- Till nu och för evigt (1943)
- Öppna ditt hjärta, Richard (1948)
- Det var i maj (1949)
- Odette - agent S 23 (1950, i titelrollen som Odette Hallowes)
- Lilacs in the Spring (1955)
- King's Rhapsody (1955)